# Yelena Antónova (nadadora)
Yelena Antónova –en ruso, Елена Антонова– (10 de octubre de 1974) es una deportista rusa que compitió en natación sincronizada.
Participó en dos Juegos Olímpicos de Verano en los años 1996 y 2000, obteniendo una medalla de oro en Sídney 2000 en la prueba de equipo. Ganó una medalla de oro en el Campeonato Europeo de Natación de 1995.

## Palmarés internacional
| Juegos Olímpicos   | Juegos Olímpicos   | Juegos Olímpicos | Juegos Olímpicos |
| Año                | Lugar              | Medalla          | Prueba           |
| ------------------ | ------------------ | ---------------- | ---------------- |
| 2000               | Sídney (Australia) | Medalla de oro   | Equipo           |
| Campeonato Europeo |                    |                  |                  |
| Año                | Lugar              | Medalla          | Prueba           |
| 1995               | Viena (Austria)    | Medalla de oro   | Equipo           |